# Rongoh
Rongoh is een bestuurslaag in het regentschap Aceh Tamiang van de provincie Atjeh, Indonesië. Rongoh telt 949 inwoners (volkstelling 2010).